# Apeldoornse Mixed Hockey Club
Apeldoornse Mixed Hockey Club is een Nederlandse hockeyclub uit Apeldoorn.
De club werd in 1928 opgericht en speelt, na enkele omzwervingen, op sportcomplex Orderbos in het westen van Apeldoorn. Naast twee zandingestrooide velden en een semi waterveld heeft de club ook een vol waterveld. Zowel het eerste heren- als damesteam is actief in de eerste klasse.